# Duarato
Duarato is een dorp of subdistrict van het district Lamaknen. Het district is een onderdeel van het regentschap Belu op West-Timor, provincie Oost-Nusa Tenggara, Indonesië. Duarato telt 407 inwoners (volkstelling 2010).

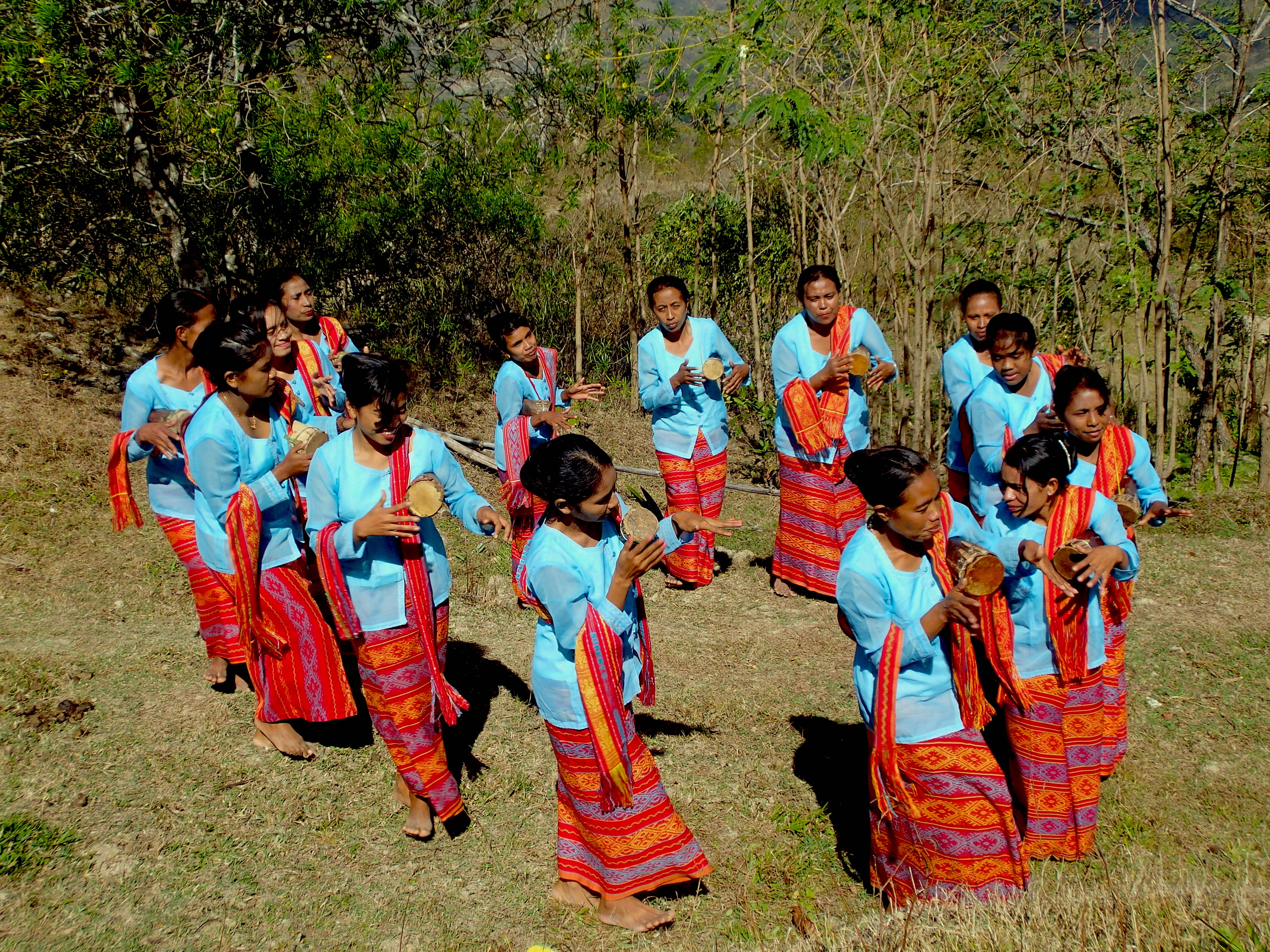
Liurai dans in het dorp Duarato, district Lamaknen, regentschap Belu.